# Panse
Pour les articles homonymes, voir Panse (homonymie).

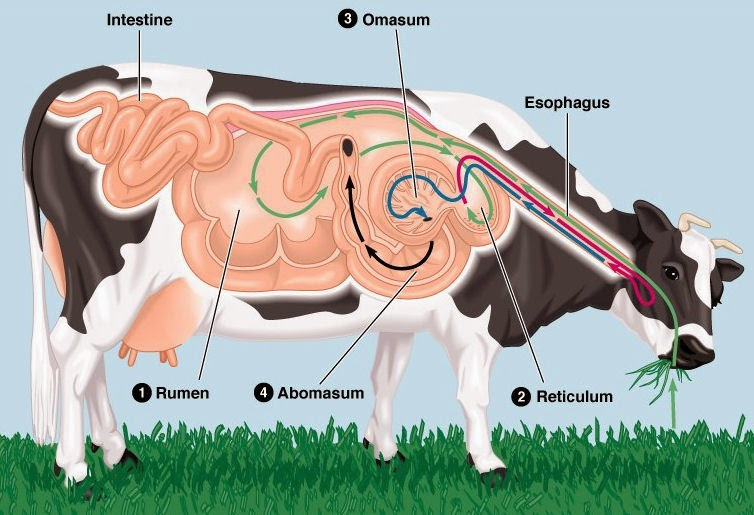
Le tube digestif des ruminants est caractérisé par la présence de deux ou trois pré-estomacs non sécrétoires (successivement le rumen qui peut occuper entre la moitié et les quatre cinquièmes de la cavité abdominale de ces mammifères, le réticulum et l'omasum chez la vache) en amont d'un estomac sécrétoire (l'abomasum) comparable à l'estomac des Monogastriques.

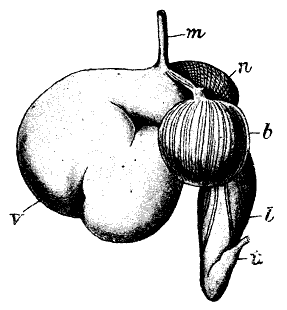
Système digestif d'un ruminant (vache).
m. œsophage, v. rumen ou panse, n. réticulum ou réseau, b. omasum ou feuillet, l. abomasum ou caillette, t. partie pylorique de la caillette.

La panse, aussi appelée rumen, est le premier des quatre compartiments du système digestif des ruminants. Il est de loin le plus volumineux et joue un rôle indispensable dans la dégradation des nutriments par le processus de fermentation anaérobie par le microbiote du rumen.
Le volume de la panse varie de 120 à 200 litres chez les bovins, de 10 à 20 l chez le mouton, et un litre chez le duiker.

## Éléments historiques
Les techniques de culture in vitro des micro-organismes du rumen sont développées en 1947 par l'écologiste microbien Robert Hungate (en).

## Anatomie

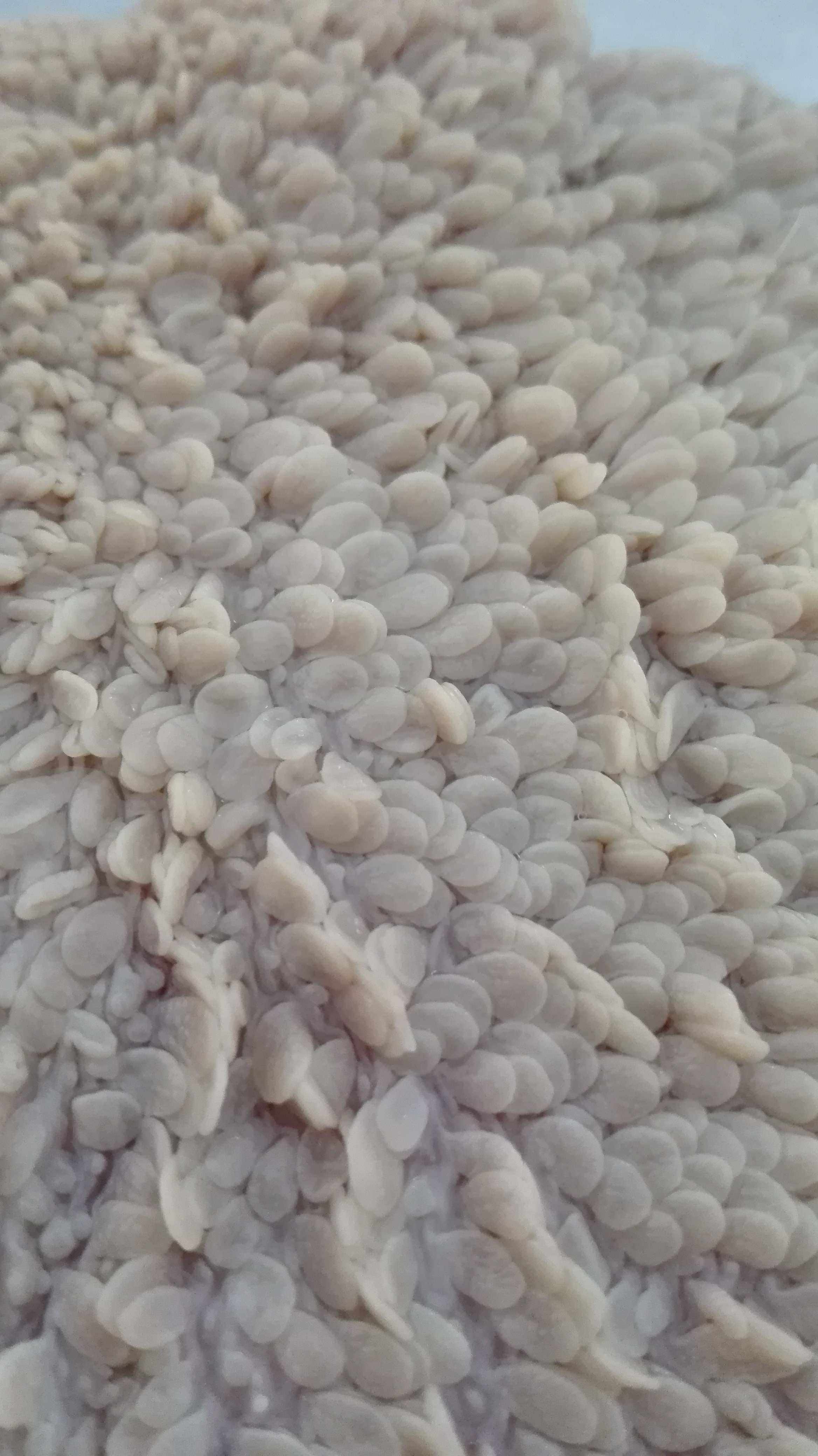
Papilles ruminales de la panse d'un impala.
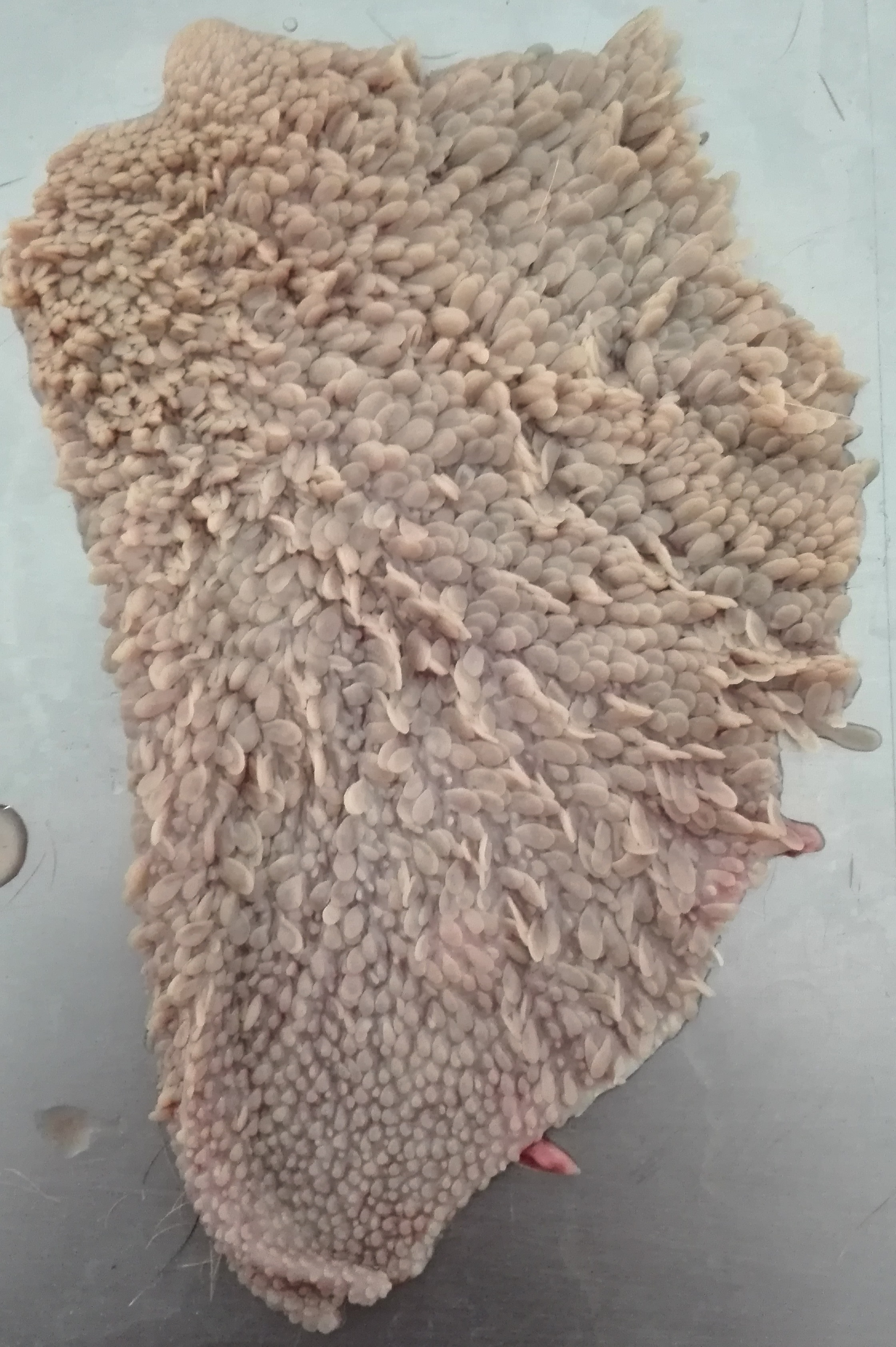
Paroi interne du rumen d'un impala.

### Topographie
Le rumen occupe la partie gauche de l'abdomen. Dans sa partie crâniale, il reçoit la fin de l’œsophage et il abouche également sur le réticulum ou réseau via le large ostium rumino-réticulaire. L'omasum, l'abomasum et les intestins s'appuient sur la face viscérale du rumen. La rate est posée sur la partie dorso-crâniale du rumen.

### Conformation extérieure
Le rumen dispose d'une face pariétale et d'une face viscérale, toutes deux lisses. Le rumen est composé d'un sac dorsal un peu plus sur la gauche et d'un sac ventral un peu plus sur la droite, qui se finissent chacun en cul-de-sac dans leur partie caudale. Les deux sacs sont séparés par le sillon longitudinal gauche sur la face pariétale et le sillon longitudinal droit sur la face viscérale, sillons qui servent tous deux d'attache au grand omentum. Caudalement, les deux sacs du rumen sont séparés par le sillon caudal, formant ainsi deux culs-de-sac. Chaque sac forme une courbure, donnant une courbure dorsale et une courbure ventrale.

## Fonctionnement
Périodiquement le réticulum ou réseau se contracte et son contenu se mélange avec celui de la panse. Ces deux poches de l'estomac, quelquefois nommés réticulo-rumen partagent toutes les minutes une population dense de microorganismes (bactéries, protozoaires, champignons, archées et virus) qui fermentent les aliments. La fermentation des particules fibreuses est un processus lent si bien que, suivant la rapidité avec laquelle les fibres fermentent, elles peuvent y rester de 20 à 48 heures avant de passer dans le feuillet, la troisième poche de l'estomac.